# ボスポラス砲撃 (1915年3月)
1915年3月のボスポラス砲撃（ボスポラスほうげき；ロシア語: Бомбардиро́вка Босфо́ра в ма́рте 1915 го́да）は、第一次世界大戦中にロシア帝国黒海艦隊がボスポラス海峡の黒海側入り口で実施したオスマン帝国領への砲撃作戦である。

## 概要
3月15日から18日にかけてJ・デ・ローベク提督の指揮の下、連合国軍がボスポラス海峡の封鎖を突破する計画を決定したという知らせが、1915年3月5日、ロシアへ齎された。これを受けて、黒海艦隊司令官A・A・エベルガールト海軍中将は、自ら旗艦に乗り込み、黒海側からオスマン帝国に揺さぶりをかける作戦を立てた。
3月14日、エベルガールトの将官旗を掲げた戦列艦エフスターフィイを先頭に、イオアン・ズラトウースト、パンテレイモン、トリー・スヴャチーチェリャ、ロスチスラフ、巡洋艦カグール、パーミャチ・メルクーリヤ、水上機を搭載したアルマース、5 機の水上機を搭載した水上機輸送艦ニコライ1世、艦隊水雷艇グネーヴヌイ、プロンジーテリヌイ、デールスキイ、ジュートキイ、ジヴーチイ、レイテナーント・プーシチン、ザヴィードヌイ、ザヴェートヌイ、ズヴォーンキイ、ゾールキイ、機雷敷設艦クセーニヤ、アレクセイ、6 隻の特設掃海艦からなる連合艦隊がセヴァストーポリより出撃した。砲撃は、トリー・スヴャチーチェリャとロスチスラフによって行われる予定で、残りの艦船は背後から両艦を援護することになっていた。もし敵が海峡から出撃することになれば、艦隊は交戦を辞さない構えであった。
3月15日午前6時、艦隊はオスマン帝国の岸を視認した。司令官の信号に従い、トリー・スヴャチーチェリャ、ロスチスラフ、アルマース、ニコライ1世が掃海艦と艦隊水雷艇を伴って連合艦隊から分かれ、ボスポラス海峡へ向かった。残る戦列艦と巡洋艦は、海峡の出口から12から15 海里の海上に待機した。
7時、ニコライ1世とアルマースは機関を停止し、海面へ水上機を降ろし始めた。2 隻の戦列艦は、ボスポラス海峡に向かって前進を続けた。7時20分、距離80 鏈から沿岸砲台が掃海艦に向けて砲撃を開始するも命中弾はなかった。飛び立った水上機は小銃と榴霰弾による対空砲火に遭遇したが、被害は受けなかった。一方、戦列艦は予期せずエルマス岬沖の沿岸海域に大型蒸気船を発見した。それは、全速でボスポラス海峡を突破しようとしていた。同時に、オスマン帝国の駆逐艦サムスンとガイレティ・ヴァタニイェが海峡から抜け出てこちらへ向かってきた。戦列艦トリー・スヴャチーチェリャは距離65 鏈から蒸気船に向けて速やかに砲門を開いた。3 発目の砲弾が標的に命中した。蒸気船が岸へ向かって逃走を始めると、新たに1 発が船尾に命中して火災が発生した。船員は船をなんとか浅瀬に押し込むと、救命艇へ乗り込んで船を捨てて脱出した。しばらくのち、船は爆発して噴煙が舞い上がった。駆逐艦は、ロスチスラフの砲撃を前に逃走した。

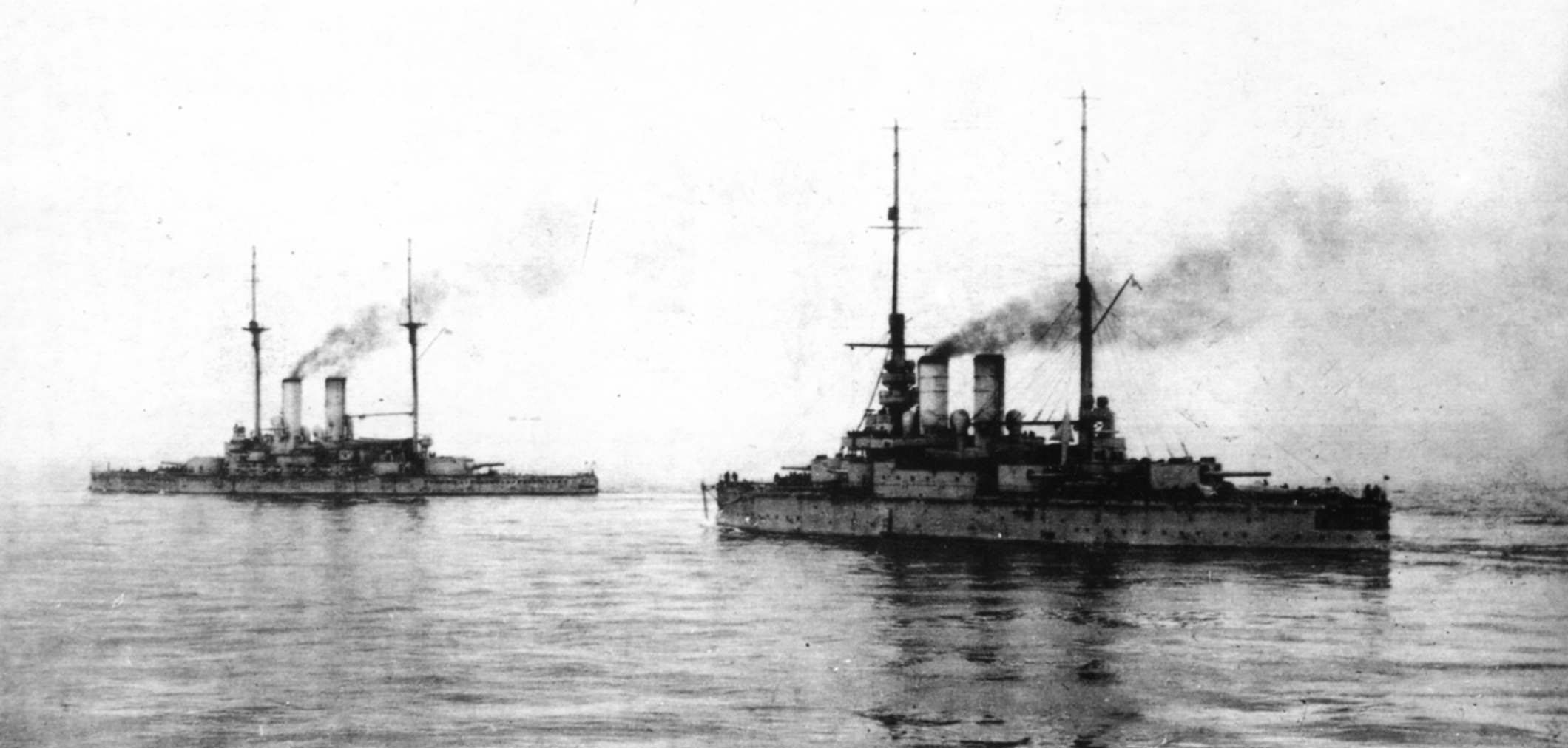
戦列艦トリー・スヴャチーチェリャ（奥）とロスチスラフ

蒸気船を片付けると、10時30分、トリー・スヴャチーチェリャはエルマス岬地区の砲台へ砲撃を開始した。その後ろにはロスチスラフが続き、同様にして堡塁への砲撃を行った。その後、アナドルフェネリの砲台を砲撃した。砲撃は、11時50分まで続けられた。砲台の最初の一群に対しては、305 mm砲から6 発、254 mm砲から10 発、152 mm砲から50 発の榴弾が発射された。第二群に対しては、305 mm砲弾が9 発、254 mm砲弾が6 発、消費された。艦上ならびに航空機による観測では、着弾は良好であった。また、航空機は砲台や駆逐艦サムスンに対して爆弾を投下した。エベルガールトは「艦隊初のボスポラス砲撃という歴史的な日を祝福する」という信号を発するよう命じた。この信号は、無線によっても繰り返された。
艦隊は隊列を整えつつ、翌日の砲撃に備えて北を目指した。しかしながら、その作戦は戦果らしい戦果を挙げることができなかった。戦列艦が燈台を砲撃したらしいが、命中しなかった模様である。また、蒸気船も沈められなかった。
エベルガールト提督は、優柔不断を批判されることになった。そもそも、なぜ砲撃はたった2 艦だけで実施されたのか？わずかな砲弾しか発射しなかったのはなぜか？
手短に言えば、作戦の経緯は次のようであった。3月29日午前6時、黒海艦隊連合艦隊は再び靄に覆われたボスポラスの岸を見た。エベルガールトは昨日の作戦を繰り返すよう命じた。しかし、今回は若干任務が変更されていた。彼は、信号で次のように伝えた。「本日の機動計画および砲弾使用は以下の通りである。ロスチスラフは、昨日のパイラス岬の砲台、トリー・スヴャチーチェリャはルメリフェネリ南方の砲台2箇所。もし砲台反撃の場合は、他の目標に変更することを許可する。」
同時に、水上機輸送艦ニコライ1世は新しい指示を受け取った。「本日の任務。絶対的課題、第一にボスポラスの間断なき監視。第二に砲撃の修正。期待的課題、ゲーベンの潜伏地点の調査。飛行は絶対に故障なき機体によって行うこと。そして、任務の遂行だけを自身へ課すこと。」
7時10分、戦列艦は掃海艦を伴って海峡の入り口へ向かった。飛行士にはっきりとした砲撃目標の指示がなかったため、航空機の発進はいくらか遅れた。戦列艦の着弾修正は彼らにとってまったく新しい任務であったことに加え、艦隊司令部が予定目標の漏洩防止をうまくやってのけたあまり、見方にも情報が伝わっていなかったためであった。
7時30分、エベルガールトは新しい命令を下した。「可能ならば、指示した砲台は中間砲で砲撃するのが望ましい。砲塔には弾丸消費の増加と、よく視認できる内部砲台を砲撃することを命じる。」
8時10分、ニコライ1世から最初の水上機が海上へ降ろされた。そして、その機体はすぐさま離水した。しかしながら、爆撃実行には失敗した。
艦船がボスポラスに近づくにつれて、次第に海上の靄は辺り一面に広がり、やがて濃い霧へと変わって周囲を包み込んでしまった。9時までに、戦列艦から17 鏈遅れて掃海艦前方を進む先頭の艦隊水雷艇が辛うじて見える程度にまで霧は濃くなった。戦列艦が海峡から70 鏈の海上に達したとき、砲台への砲撃実施はひとえに不可能であることが明らかになった。分遣隊指揮官はこのことを無線で提督へ知らせ、引き返した。
海峡入り口での転換時に、オスマン帝国駆逐艦の煙が発見された。先頭の艦隊水雷艇と掃海艦ひと組がこれを砲撃した。10時50分、分遣隊は連合艦隊と合流した。
ほぼ同時刻、水上機が帰還した。飛行士は、有色煙を用いてゲーベン発見を知らせた。艦隊司令官の命により臨戦態勢が整えられ、掃海艦は戦闘の巻き添えとなるのを避けるためセヴァストーポリへ引き返した。実際、11時20分前には海峡の奥で無数の煙が発見された。ニコライ1世は水上機を回収し、無線にてゲーベンならびにブレスラウをはじめとする全トルコ艦隊が停泊しているということを知らせた。
ところが、航空機の知らせはあらゆる点から見て誤りであった。なぜなら、実際には海峡沿岸にいたのは2 隻のムアヴェネト級駆逐艦だけであったからである。艦隊はボスポラス付近での巡航を夕刻まで続け、その後公海上へ戻った。
同時に、巡洋艦と艦隊水雷艇は石炭採掘地区への砲撃を実施した。3月30日、パーミャチ・メルクーリヤ、ズヴォーンキイ、ゾールキイ、ザヴェートヌイはコズル地区を砲撃し、カグール、ジヴーチイ、ジュートキイ、ザヴィードヌイはキリムチ地区を砲撃した。その後、パーミャチ・メルクーリヤとニコライ1世はゾングルダクを砲撃した。
3月18日、ロシア艦隊は無事にセヴァストーポリへ帰還した。